# Москалу Віолета
Віоле́та Моска́лу (4 квітня 1980, с. Хряцька,) доктор філософії (Management Sciences), Університету Лотарингії (Франція), експерт з питань державного управління та міжнародного розвитку, громадський діяч, візіонер, меценат.

## Життєпис
Віолета Москалу народилася 4 квітня 1980 року в с. Хряцька, Чернівецька область (Україна). Навчалася у Чернівецькому національному університеті ім. Юрія Федьковича, отримала диплом магістра іноземних мов — французька та англійська (з відзнакою). Протягом 2002—2003 років навчалася у Франції, в Університеті Поля Верлена, спеціальність — бізнес-адміністрування, а протягом 2003—2004 — у Університеті м. Нансі, спеціальність — аудит та менеджмент організацій.
Захистила дисертацію в Університеті Лотарингії [Архівовано 22 липня 2014 у Wayback Machine.] (12.12.2012), тема дослідження «Соціально-когнітивний аналіз впливу співвласності працівників на створення вартості французьких публічних компаній». Робота була запропонована на премію університету Лотарингії.

## Професійний досвід
Засновниця Global Ukraine Foundation, співзасновниця Global Ukrainians Forum (мережа українських лідерів, високоосвічених експатів, які думають глобально).
Засновниця і головний редактор медіа стартапу Global Ukraine News.
Засновниця та голова правління агентства глобального розвитку та інвестицій Global Business Hub.
Ініціатор та співзасновниця Громадянської платформи «Моя Україна».
Лідер та керівниця проекту Civil Service Feedback Loop Initiative — моніторинг динаміки реформи державної служби (з фокусом на систему управління людськими ресурсами) в Україні. Проект ініційований українською асоціацією «Професійний уряд» у січні 2018 року та реалізується у співпраці з Київською Школою Економіки та командою Професора Френсіса Фукуями, у рамках Проекту Управління у Центрі демократії, розвитку та верховенства права Стенфордського університету (CDDRL).
Президент-засновниця (почесний президент з 2014 року) франко-української асоціації освіти, культури та солідарності «Обміни Лотарингія — Україна» (ELU, Echanges Lorraine-Ukraine).
З 2017 р., доктор Віолета Москалу — офіційна представниця Торгово-промислової палати (ТПП) України в Західній Франції та радниця з питань міжнародного розвитку та публічного врядування ICC Ukraine (Український Національний Комітет Міжнародної Торгової Палати).
Родом з Буковини, франко-українка румунської національності, викладач Лотаринзького Університету та Університету Paris-Est Créteil у Франції, міжнародний консультант у рамках програм технічної допомоги країнам, що розвиваються, у співпраці з ENA Париж, ЄС, Радою Європи, Міжамериканським Банком Розвитку, USAID.
Доктор Віолета Москалу має солідний професійний досвід роботи консалтингу, викладання та коучингу в проектах міжнародного розвитку та технічної допомоги (організаційна реструктуризація, управління, нарощування спроможності, підготовка та підвищення кваліфікації, освітній інжиніринг).
Основні напрями науково-дослідницької та експертної діяльності: управління людськими ресурсами, управління змінами, інструменти управління, управління знаннями та інтелектуальним капіталом, управління конфліктами, комунікації, розвиток особистості, емоційний інтелект, інклюзивне лідерство, «нетвократія» (нова парадигма глобального розвитку, поєднання мережевого горизонтального суспільства та демократії).
Вільно володіє шістьма мовами (французькою, румунською, англійською, українською, російською, німецькою).
Працювала у таких країнах як Франція, Гаїті, Україна, Албанія, Марокко, Кот-д'Івуар, Гвінея-Конакрі.
Доктор Віолета Москалу має також багаторічний досвід роботи у рамках франко-української (та згодом глобальної) народної культурної дипломатії, будучи одним з ініціаторів започаткування франко-української асоціації освіти, культури та солідарності «Обміни Лотарингія — Україна»[3] у 2000 році. Досвід роботи у керівництві Громадської Організації Обміни Лотарингія-Україна у Франції надав імпульс для заснування Фундації Global Ukraine на початку 2015 року, з метою створення сприятливих умов для розвитку глобальної мережі українських народних дипломатів, під назвою Global Ukrainians. 10-12го липня 2015 року у Києві пройшов перший Форум Global Ukrainians, якій зібрав в Українському Домі на Європейській площі понад 450ти учасників з більше ніж 20 різних країн світу, які заклали основу подальшого розвитку мережі Global Ukrainians.
За перші три роки від створення мережі, учасники мережі Global Ukrainians спільно розробили Маніфест (в 2015 р.), спільно розробили стратегію розвитку народної дипломатії (в 2016 р.), спільно розробили Хартію та мережеву модель управління мережі (2017 р.), інституційна модель якої передбачає ротацію відповідальних осіб та полілідерство (основний фактор успіху мережевих структур). Створили інформаційний портал Глобальних Українців Global Ukraine News, на якому можна читати матеріали про те, чим живуть та дихають українці в понад 80 країнах на різних континентах. Створили бізнес хаб, для просування українських брендів у світі, основні напрями якого — просування креативної економіки через каталог українських брендів, пошук партнерів для українських підприємців, залучення інвестицій для розвитку та масштабування українських проектів на глобальному рівні.
Три роки пізніше, під час 6го Форуму Global Ukrainians, якій проходив у Київській Школі Економіки 6го липня 2018 року, доктор Віолета Москалу відзначила, що "цей Форум символічний — через те, що відбувся рівно через 3 роки після першого Форуму Global Ukrainians в Українському Домі у 2015 р., та історично важливий, його мета — зрозуміти шляхи забезпечення інноваційності та прориву на наступному етапі життя цього унікального глобального мережевого проекту. Потужність мережі Глобальних Українців надає драйву i мотивує не зупинятися, а йти вперед, та думати, як переламати спіраль історії та повернути Україну серед сильних держав світу, як то було за часів Ярослава Мудрого ".

## Міжнародні адвокаційні кампанії: захист прав людини, свободи слова та демократії
Доктор Віолета Москалу брала активну участь у адвокаційній кампанії проти прийняття норми «позбавлення українського громадянства» для тих 10 % українців, які де факто є дво- або багатонаціональними (законопроекти 6175 та 8297 внесені до Верховної Ради України президентом України Петром Порошенко 13 березня 2017 року та 19 квітня 2018 року, які стосуються змін до Закону України «Про громадянство України»).
14 березня 2017 р., Доктор Віолета Москалу зініціювала та організувала у Українському кризовому медіа-центрі (УКМЦ) прес-конференцію на тему: «Україна — феодальна країна? Хто має право позбавити українців українського громадянства?». Учасники дискусії у підсумку підкреслили критичну необхідність національного публічного обговорення широкого кола питань, пов'язаних з подвійним громадянством та захистом прав закордонних українців.
Доктор Віолета Москалу також була ініціатором відкритого листа до Президента та до Верховної Ради України щодо ситуації, яка склалась навколо запропонованих змін до Закону України «Про громадянство України», яке підписали понад 100 українських правозахисників та представників понад 70 організацій з 30 країн світу.
Головний месидж адвокаційної кампанії: «Україна не феодальна країна, та ніхто не має права позбавити українського громадянства українців». Під час адвокаційної кампанії проти ініціативи президента щодо впровадження нових норм позбавлення українського громадянства, закордонні українці неодноразово звертали увагу на необхідність створення Національної Комісії для публічного експертного та громадського обговорення широкого кола питань пов'язаних з подвійним громадянством та захистом прав закордонних українців.
Восени 2017 року доктор Віолета Москалу висловила публічну позицію на захист прав грузинських активистів та журналістів, які легально жили та працювали в Україні, під час політичних репресій проти Міхаїла Саакашвілі та його грузинської команди, наголошуючи, що український президент не повинен використовувати український паспорт у боротьбі з українськими опозиціонерами або дисидентами. Другий за популярністю в США тижневик «Newsweek» опублікував статтю Віолети Москалу, що з'явилася на сайті Атлантичної Ради (Atlantic Council) у грудні 2017 року, як запис блогу у тематичному розділі, присвяченому Україні, з застереженнями щодо української пост-майданної влади, яка «скочується назад до авторитаризму радянського типу» (Ukraine Is Sliding Back Into Soviet-Style Authoritarianism).
Доктор Віолета Москалу активно піднімає питання захисту прав людини та основ демократії під час міжнародних заходів та у міжнародних ЗМІ. На запрошення Фундації «Відкритий Діалог», доктор Віолета Москалу брала участь 21 вересня 2017 року в експертному семінарі «Права людини та політичні переслідування в Росії, Україні, Молдові та Казахстані» під час найбільшої щорічної конференції з прав людини в Європі — Human Dimension Implementation Meetings (HDIM) — яка об'єднує сотні урядових чиновників, міжнародних експертів, представників громадянського суспільства та правозахисників, щоб ознайомитись з тим, як держави виконують свої зобов'язання у людському вимірі, в інших словах — як розвиваються основні цінності, що сприяють повазі до прав людини та основних свобод.
Під час свого виступу, доктор Віолета Москалу підкреслила "проблему клептократії, яка блокує людській та територіальний розвиток України та інших пострадянських країн, які не інвестують в розвиток інфраструктури та в створення необхідних демократичних інституцій, через те що політичні олігархічні клептократичні клани віджимають національний ресурс для того щоб купляти яхти або вілли на Заході. Ця проблема вимагає рішучих рішень, бо міграційна криза країн ЄС та численні біженці з бідних та нерозвинутих африканських країн — це результат «пасивної співучасті європейських лідерів, це непрямий результат їх не вміння чи не бажання боротись з клептократією».
Під час міжнародної адвокаційної кампанії за звільнення Олега Сенцова, Віолета написала відкритий лист президенту Франції Емманюелю Макрону з проханням «бути голосом політичних в'язнів Кремля». Цей лист був опублікованим 5го червня 2018 року у блозі французького незалежного он-лайн медіа ресурсу Mediapart, заснований у 2008 році Едві Пленель (колишній головний редактор Le Monde). У відкритому листі для Емманюеля Макрона (Mr le Président, «parlez pour les prisonniers politiques du Kremlin»), Віолета згадує його виступ 19 вересня 2017 року в ООН в Нью-Йорку де французький президент говорить про обов'язок Франції «говорити за тих, кого не чують», стверджуючи готовність захищати «ці забуті голоси». Доктор Віолета Москалу підкреслює у листі, що історія 20го століття показала, що єдиною надією дисидентів — позиція Заходу — і, усвідомлюючи історичний тягар його тяжкої відповідальності, просить зробити максимум для звільнення політичних в'язнів Кремля.

## Політична діяльність
10 липня 2018 року, під час прес-конференції в УНІАНі на тему: «Українські мігранти та Глобальні Українці мають долучитися до трансформації України», доктор Віолета Москалу оголосила про створення нової громадсько-політичної платформи «Моя Україна» з метою розробки Національної Стратегії і Програм трансформації України та реінтеграції українських мігрантів, а також для участі в наступних виборах в Україні.
Павло Шеремета, Міністр економічного розвитку і торгівлі України (2014), Вадим Трюхан, Директор Координаційного бюро європейської та євроатлантичної інтеграції Секретаріату Кабінету Міністрів України (2008—2010), керуючий партнер юридичної фірми «ЮМАС», голова правління ГО Європейський Рух України, та інші учасники прес-конференції оголосили що настав історичний час, коли роль українських мігрантів у державотворенні та у політичному житті України буде вирішальною у боротьбі української нації за повернення у клуб сильних держав світу, як то було за часів Ярослава Мудрого.
Один з ключових векторів нової громадсько-політичної платформи «Моя Україна» буде законодавче регулювання питання участі українських мігрантів в громадсько-політичних процесах в Україні; шляхи заохочення українських мігрантів до повернення в Україну і залучення їх до роботи в економіці, громадській сфері, в органах місцевого самоврядування та державної влади
Українські мігранти повинні працювати над програмою реінтеграції задля успішної трансформації України. «Для того, щоб цього досягнути, щоб всі наші спільні ініціативи були сталими, довготривалими та проривними, нам необхідна національна програма реінтеграції експатів та української діаспори, ми маємо сформулювати нашу стратегію реінтеграції українців світу у державну політику. Ніхто за нас цього не зробить.
В 2017 р. українські мігранти передали в Україну 10 млрд доларів США, для порівняння — обсяг прямих іноземних інвестицій за той самий період 2017 р. — 1,8 млрд доларів США; тим часом від МВФ Україна отримала протягом 2017 р. один транш на 1 млрд доларів. Саме завдяки українським мігрантам — в країні менше безробіття, менше бідності, маємо стабільний курс української гривні.
Що ми маємо у відповідь від українських політиків у 2017—2018 рр.? Подвійну спробу забрати в нас український паспорт. Це — не справедливо, нас також обурює той факт, що жодна партія чи фракція в парламенті не вважає доцільним запропонувати та прийняти ті необхідні законопроекти для забезпечення конституційного права українців закордонного округу обирати своїх прямих представників в парламенті.
Нам також здається, що українці з західною освітою та міжнародним досвідом мають бути залученими до реформування державної служби. Якщо в країні кадровий голод, як то кажуть, — тоді маємо залучати наших експатів та не придумувати для них перешкоди. Якщо держава нічого не зробить зараз для того, щоб зупинити актуальну міграційну кровотечу та негативний демографічний тренд, то, за прогнозами Світового Банку, Україна втратить до 2050 р. ще 10 млн людей. Це реальна ситуація, мусимо подивитися реально та прагматично на факти, та називати речі своїми іменами», — додала доктор Віолета Москалу під час прес-конференції.

## Участь у професійних мережах
- Член Комітету експертів з державного управління, INSET, INET, ENA (Франція). Експерт (афільований) урядового Центру підтримки реформ (Київ, Україна). Член Ініціативи Професійного Уряду[19] (Київ, Україна).
- Радник Голови парламентського комітету України у закордонних справах[20] (Київ, Україна, січень-червень 2015 року).
- Радник Голови парламентського комітету України з промислової політики і підприємництва (Київ, Україна, з червня 2015 року).
- Стратегічний радник президента Національної академії державного управління (Київ, Україна, з листопада 2016 року).
- Активіст «Громадського Сектору ЄвроМайдану» (з грудня 2013) і «Реанімаційного Пакету Реформ» (з березня 2014 року): коаліція українських ГО, мобілізованих для розвитку громадянського суспільства та підтримки процесу реформ в Україні; представник українського громадянського суспільства під час Форуму ГО у рамках щорічної асамблеї МВФ і Світового банку (6-12 жовтня 2014, Вашингтон, США).

## Публікації
Віолета Москалу є автором численних публікацій та коментарів у ЗМІ, учасницею численних конференцій

.